# Brontesita
La brontesita és un mineral de la classe dels halurs. Rep el nom per Brontes, un dels ciclops Urànides.

## Característiques
La brontesita és un element químic de fórmula química (NH₄)₃PbCl₅. Va ser aprovada com a espècie vàlida per l'Associació Mineralògica Internacional l'any 2008. Cristal·litza en el sistema ortoròmbic.

## Formació i jaciments
Va ser descoberta al cràter La Fossa, a l'illa de Vulcano, una de les illes Eòlies (Sicília, Itàlia). Aquest indret és l'únic a tot el planeta on ha estat descrita aquesta espècie mineral.